# Airbus A320
El Airbus A320 es un avión comercial de reacción de fuselaje estrecho para vuelos de corta a media distancia desarrollado desde 1984 por Airbus. Existen diversos modelos derivados del A320, entre los que se incluyen la versión mejorada A320neo, las versiones cortas A318 y A319, la versión alargada A321 y su versión neo, y los aviones de negocios ACJ. El ensamblaje final de estos aviones en Europa se lleva a cabo en Toulouse (Francia) y Hamburgo (Alemania). Desde 2009 también hay en funcionamiento una planta de ensamblaje en Tianjin (China) donde se produce este modelo para las aerolíneas chinas. Además, el 14 de septiembre de 2015, Airbus inauguró una planta de montaje de la familia A320 en Mobile (Estados Unidos) y, el 21 de marzo de 2016, efectuó su primer vuelo el primero de los aparatos montados en ella, un A321 sharklets destinado a la compañía JetBlue.
Los modelos derivados del A320 tienen una capacidad máxima de 220 pasajeros y un alcance que va desde los 3100 hasta los 12 000 km, dependiendo del modelo.
La primera versión del A320 se lanzó en marzo de 1984, siendo su primer vuelo el 22 de febrero de 1987, y puesto en servicio el 28 de marzo de 1988 con Air France. Posteriormente se desarrollaron el A321, que entró en servicio en 1994; el A319, que lo hizo en 1996; y el A318, en 2003. El A320 fue el primer modelo de avión comercial con sistema de control de vuelo con mandos electrónicos digitales y también con palancas de control laterales. En este aspecto ha habido un proceso de mejora continua desde su introducción.
El 1 de diciembre de 2010, Airbus lanzó oficialmente una nueva generación de la familia A320 denominada A320neo (New Engine Option). Esta se ofrece con motores CFM International LEAP-1A o Pratt & Whitney PW1900G, que combinados con mejoras en la estructura y la incorporación de sharklets, permitirá un ahorro de combustible de hasta un 15 % en trayectos cortos y medianos Y en trayectos Largos se consigue una eficiencia de hasta un 17%.
Virgin America era el cliente de lanzamiento previsto del A320neo para la primavera de 2016, pero se cambió a Qatar Airways, que rechazó su primera entrega por problemas con los motores Pratt & Whitney PW1900G. Finalmente, fue Lufthansa quien, el 20 de enero de 2016, recibió el primer A320neo equipado con motores Pratt & Whitney PW1900G, registrado D-AINA, y que entró en servicio comercial el 24 de enero de 2016 entre Fráncfort y Múnich.
A fecha de 31 de diciembre de 2011, unas 21 aerolíneas ya habían hecho pedidos que sumaban un total de 1196 aviones de la familia A320neo, convirtiéndolo en el avión comercial más rápidamente vendido. A finales de diciembre de 2015, se habían entregado un total de 4075 aviones del modelo A320 y, de un total de 7633 pedidos, quedaban 3558 unidades aún por ser entregadas. La familia está clasificada como la familia de aviones comerciales de reacción más rápidamente vendida del mundo según los datos registrados entre 2005 y 2007, además de ser el avión de una única generación mejor vendido.

## Diseño

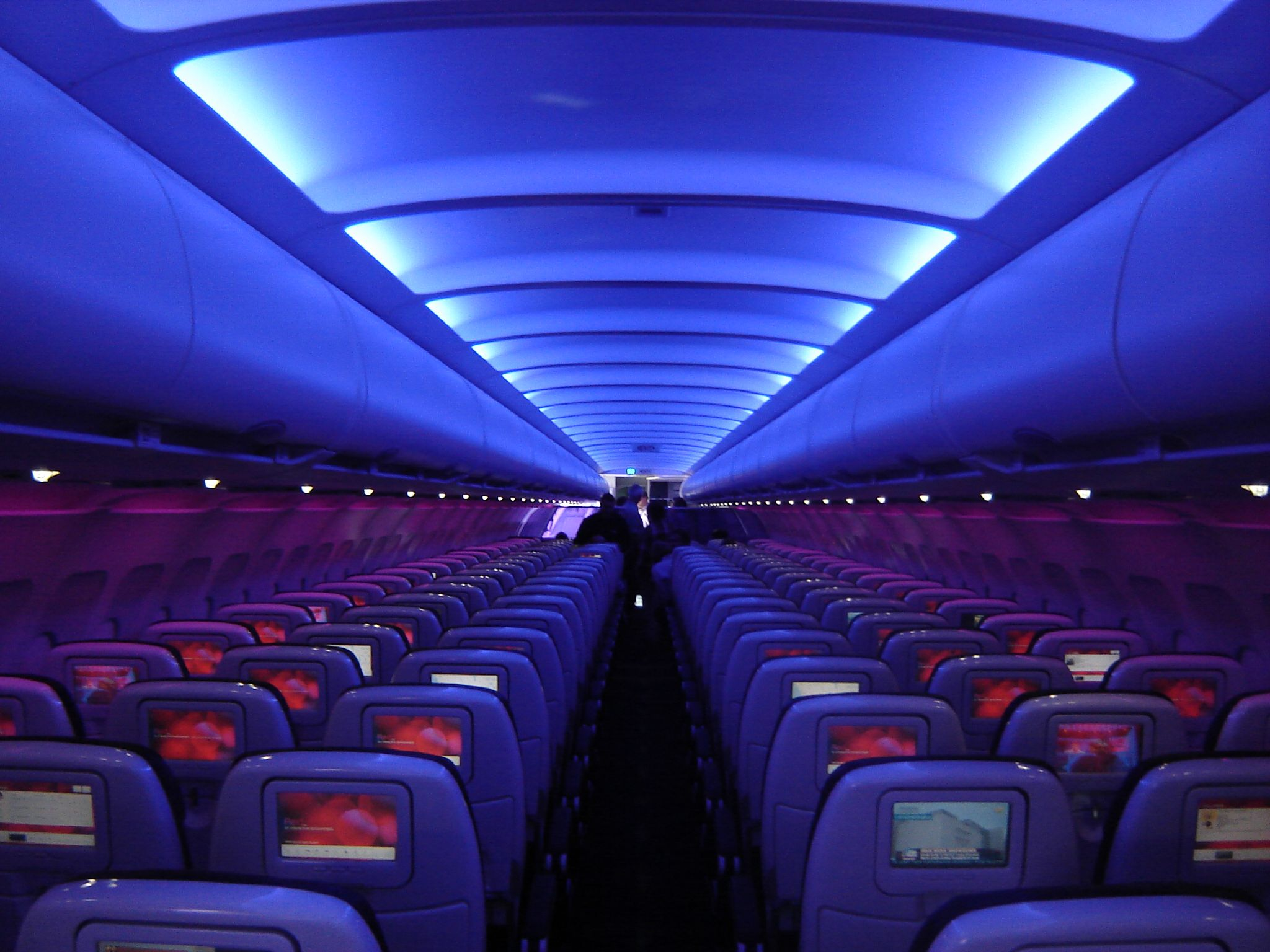
Vista de cabina de clase turista del A320 (Virgin America).

Las novedades tecnológicas que introdujo este avión fueron:
- Fue el primer avión civil con mandos de control completamente digitales del tipo fly-by-wire (el A310 había tenido algunos, pero todavía conservaba otros analógicos).
- Es la primera aeronave en usar una palanca de mando sidestick (joystick) en lugar de los clásicos «cuernos» (Palanca de Dos mandos).
- Para pilotarlo solo se necesitan dos personas (es decir, no se necesita de un ingeniero de vuelo).
- Es el primer avión de fuselaje estrecho con una cantidad significativa de su estructura hecha de fibra y materiales compuestos.
- Es la primera aeronave de su tipo que incluye un sistema de carga de contenedores.
- Sus sistemas de mantenimiento y diagnóstico son centralizados, los cuales permiten a los mecánicos comprobar los sistemas del avión desde la cabina.

## Componentes

#### Electrónica

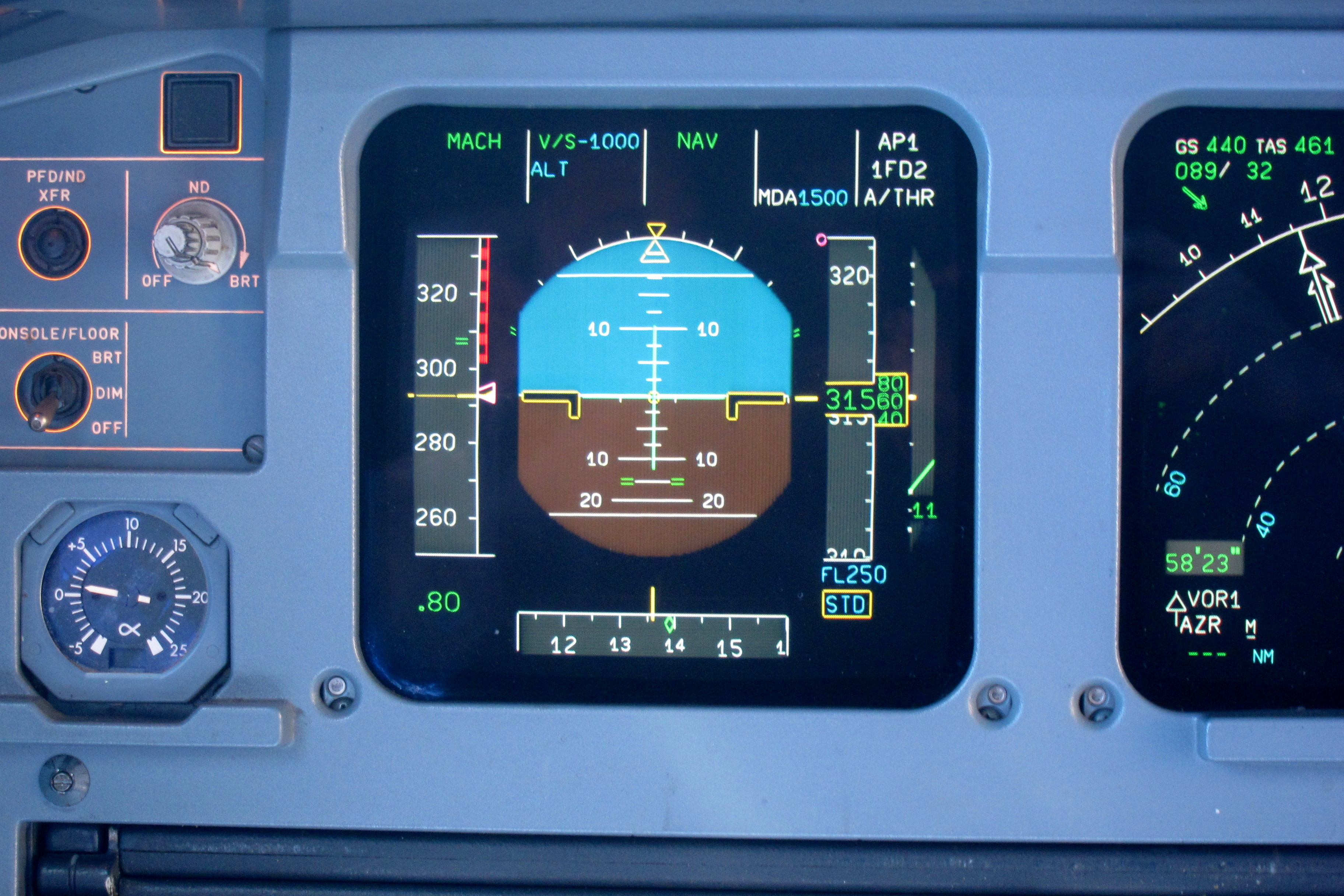
PFD de un A320 durante el crucero

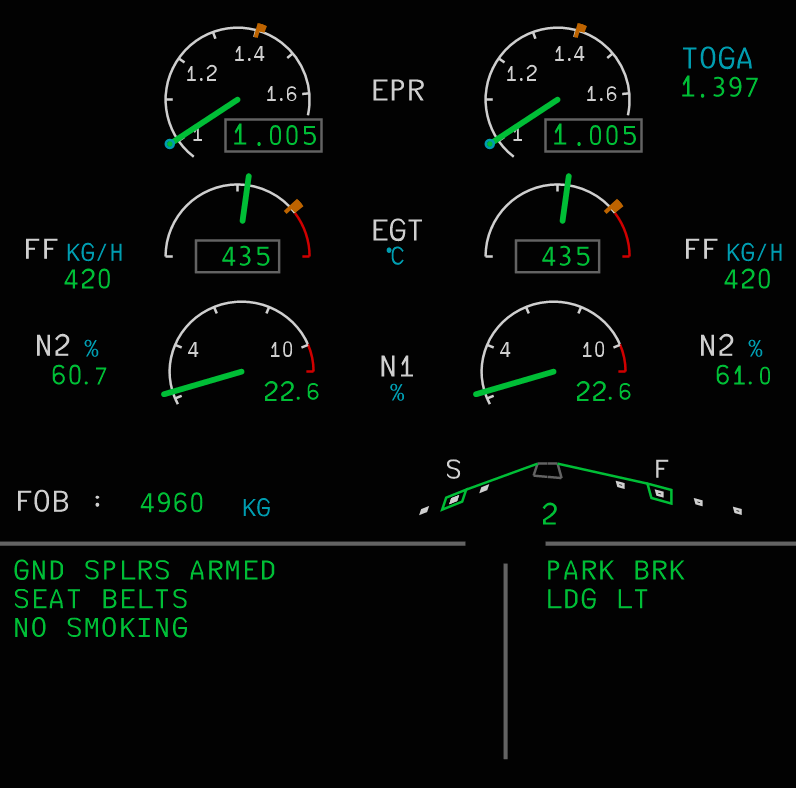
ECAM superior de un A320

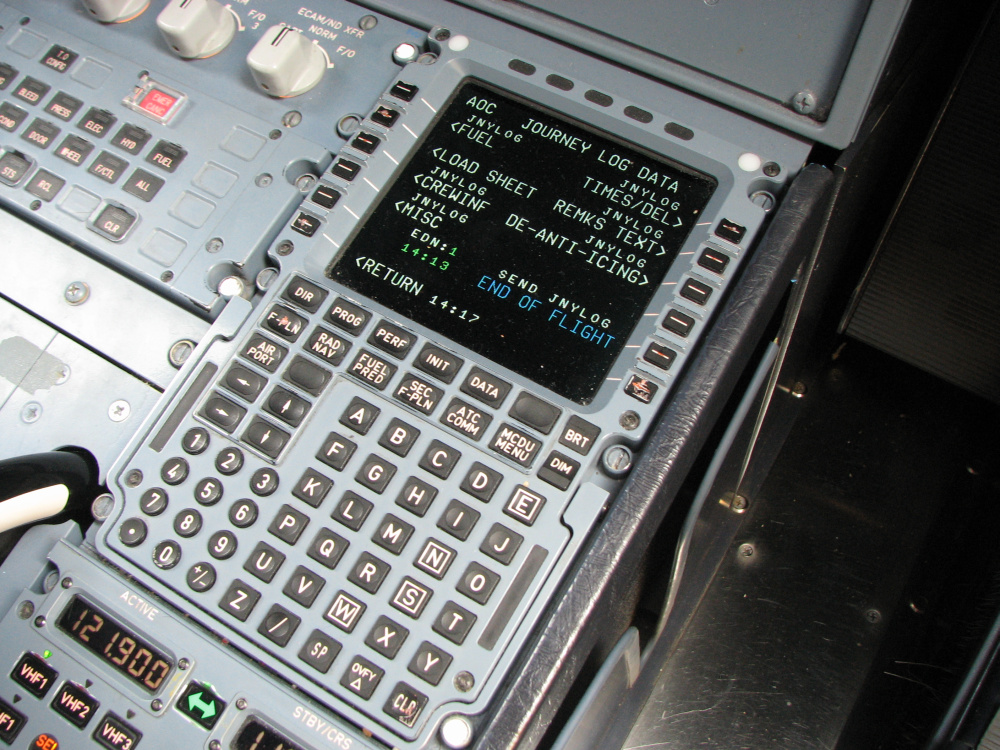
MCDU en un A320-200

| Sistema                                                  | País                                                                                     | Fabricante              | Notas                         |
| -------------------------------------------------------- | ---------------------------------------------------------------------------------------- | ----------------------- | ----------------------------- |
| Lenguaje de programación                                 | Bandera de Francia                                                                       | Airbus Francia          | SAO                           |
| Computadoras de elevador y alerón (ELAC)                 | Bandera de Francia                                                                       | Thomson-CSF             | 2                             |
| Lenguaje de programación del módulo ELAC de control      |                                                                                          |                         | Pascal                        |
| Lenguaje de programación del módulo ELAC de supervisión  |                                                                                          |                         | C                             |
| CPUs de las ELAC                                         | Bandera de Estados Unidos                                                                | Motorola                | 68010                         |
| Computadoras de disruptor y elevador (SEC)               | Bandera de Francia                                                                       | SFENA                   | 3                             |
| Lenguaje de programación del módulo SEC de control       |                                                                                          |                         | Ensamblador                   |
| Lenguaje de programación del módulo SEC de supervisión   |                                                                                          |                         | Pascal                        |
| CPUs de las SEC                                          | Bandera de Estados Unidos                                                                | Intel                   | 80186                         |
| Radar meteorológico (opción 2002)                        | Bandera de Estados Unidos                                                                | Honeywell               | RDR-4B                        |
| Radar meteorológico (opción 2005)                        | Bandera de Estados Unidos                                                                | Collins Aerospace       | Multiscan WXR-2100            |
| Radar meteorológico (opción 2010)                        | Bandera de Estados Unidos                                                                | Honeywell               | RDR-4000                      |
| Radar meteorológico (opción 2015)                        | Bandera de Estados Unidos                                                                | Collins Aerospace       | Multiscan WXR-2100 V2         |
| Radar meteorológico (opción 2015)                        | Bandera de Estados Unidos                                                                | Honeywell               | RDR-4000 V2                   |
| TAWS (opción)                                            | Bandera de Estados Unidos                                                                | Honeywell               | EGPWS                         |
| TAWS (opción 2004)                                       | Bandera de Estados Unidos                                                                | ACSS                    | T2CAS                         |
| TAWS (opción 2010)                                       | Bandera de Estados Unidos                                                                | ACSS                    | T3CAS                         |
| RAAS (opción 2004)                                       | Bandera de Estados Unidos                                                                | Honeywell               | EGPWS                         |
| SmartLanding (opción)                                    | Bandera de Estados Unidos                                                                | Honeywell               | EGPWS MK V                    |
| SmartRunway (opción)                                     | Bandera de Estados Unidos                                                                | Honeywell               | EGPWS MK V                    |
| ROPS+ (opción 2013)                                      | Bandera de Francia                                                                       | Airbus                  | T3CAS                         |
| Landing Surveillance+ (opción 2019)                      | Bandera de Francia                                                                       | Airbus                  |                               |
| ATSAW (opción)                                           | Bandera de Estados Unidos                                                                | ACSS                    | T3CAS                         |
| ATSAW (opción)                                           | Bandera de Estados Unidos                                                                | Honeywell               | CAS-100                       |
| ACAS II (opción 1997)                                    | Bandera de Estados Unidos                                                                | ACSS                    | TCAS 2000                     |
| ACAS II (opción 2004)                                    | Bandera de Estados Unidos                                                                | ACSS                    | T2CAS                         |
| ACAS II (opción 2007)                                    | Bandera de Estados Unidos                                                                | ACSS                    | TCAS 3000                     |
| ACAS II (opción 2010)                                    | Bandera de Estados Unidos                                                                | ACSS                    | T3CAS                         |
| ACAS II (opción)                                         | Bandera de Estados Unidos                                                                | Honeywell               | CAS-81 (obsoleto en 2017)     |
| ACAS II (opción)                                         | Bandera de Estados Unidos                                                                | Honeywell               | CAS-100                       |
| ACAS II (opción)                                         | Bandera de Estados Unidos                                                                | Rockwell Collins        | TCAS-94                       |
| ACAS II (opción)                                         | Bandera de Estados Unidos                                                                | Rockwell Collins        | TTR-2100                      |
| Transpondedor (opción 1996)                              | Bandera de Estados Unidos                                                                | ACSS                    | XS-950 (obsoleto en 2017)     |
| Transpondedor (opción 2010)                              | Bandera de Estados Unidos                                                                | ACSS                    | T3CAS                         |
| Transpondedor (opción 2016)                              | Bandera de Estados Unidos                                                                | ACSS                    | NXT-800                       |
| Transpondedor (opción 2007)                              | Bandera de Estados Unidos                                                                | Rockwell Collins        | TPR-901                       |
| Transpondedor (opción 2017)                              | Bandera de Estados Unidos                                                                | Honeywell               | TRA-100B                      |
| Computadoras de gestión del vuelo (FMC, opción original) | Bandera de Alemania · Bandera de España · Bandera de Estados Unidos · Bandera de Francia | BGT Inisel Sperry SFENA | Thales FMS1                   |
| CPUs de las Thales FMS1                                  | Bandera de Estados Unidos                                                                | Intel                   | 80286                         |
| Computadoras de gestión del vuelo (FMC, opción original) | Bandera de Estados Unidos                                                                | Honeywell               | Honeywell FMS1                |
| Lenguajes de programación de las Honeywell FMS1          |                                                                                          |                         | Pascal, Ada, C++, Ensamblador |
| Computadoras de gestión del vuelo (FMC, opción 2001)     | Bandera de Estados Unidos                                                                | Honeywell               | Pegasus                       |
| Lenguajes de programación de las Pegasus                 |                                                                                          |                         | Ada                           |
| CPUs de las Pegasus                                      | Bandera de Estados Unidos                                                                | AMD                     | 29050                         |
| Computadoras de gestión del vuelo (FMC, opción 2002)     | Bandera de Estados Unidos · Bandera de Francia                                           | Smiths Aerospace Thales | Thales FMS2                   |
| Lenguaje de programación de las Thales FMS2              |                                                                                          |                         | Ada                           |
| CPUs de las Thales FMS2                                  | Bandera de Estados Unidos                                                                | Motorola                | 68040                         |
| Computadoras de gestión del vuelo (FMC, opción 2013)     | Bandera de Estados Unidos                                                                | Honeywell               | Pegasus II                    |
| CPUs de las Pegasus II                                   | Bandera de Estados Unidos                                                                | Honeywell               | 29KII                         |

#### Propulsión
| Sistema                              | País | Fabricante | Notas             |
| ------------------------------------ | ---- | ---------- | ----------------- |
| Lenguajes de programación (cálculos) |      |            | Fortran, HP Basic |

## Variantes
El A320 ha generado una familia de aeronaves que comparten un diseño común, pero que son un poco más pequeños o más grandes. La capacidad de pasajeros oscila entre uno y dos centenares. Un piloto que pueda pilotar un avión de esta familia puede pilotarlos todos con un pequeño curso de diferencias.
El A320 en sí tiene tres variantes:

### A320-100

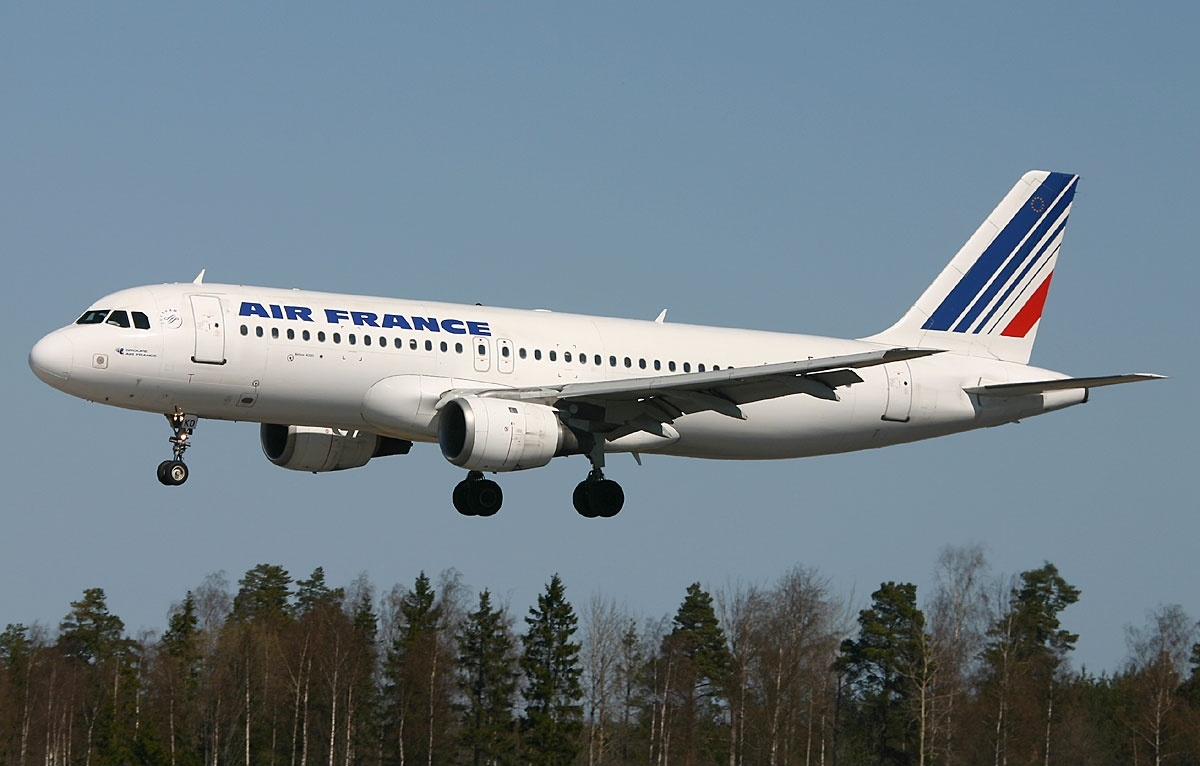
Airbus A320-111 de Air France.

Fue la versión original, pocos aviones de este tipo fueron producidos, porque la serie 200 superaba con creces las prestaciones de la serie 100, que era simplemente una versión con pesos reducidos. La veintena de aviones construidos quedaron en manos de los clientes lanzadores: Air France, Air Inter (heredados más tarde por Air France) y British Airways, que había absorbido poco antes a Caledonian Airways, la compañía que los había encargado. Todos los aviones de la serie 100 (20 de 21 en total) fueron ya dados de baja o desguazados, el principal A320 quedó almacenado.

### A320-200

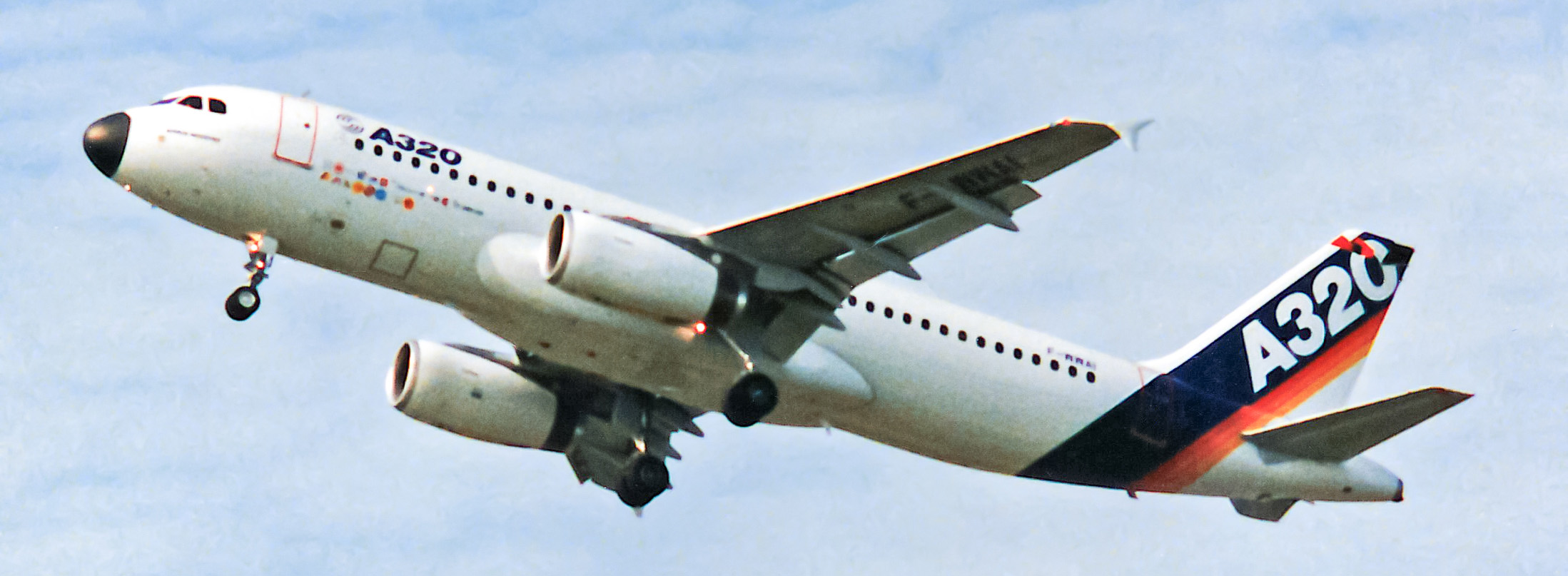
Prototipo de un Airbus A320-231 en el Salón Aeronáutico de Farnborough.

Su diseño aerodinámico fue mejorado, añadiéndole dispositivos de punta alar en la década de 1980. En 1988, se le aplicó el motor IAE V2500, con mayor potencia y fiabilidad pero mayor consumo de combustible que el CFM56. En 2012 se comenzó a producir una versión con dispositivos de punta alar y el año siguiente se añadió la posibilidad de adecuar los A319 y A320 anteriores a esta nueva modalidad. También se aumentó la capacidad de combustible, así como otros cambios menores.

### A320neo

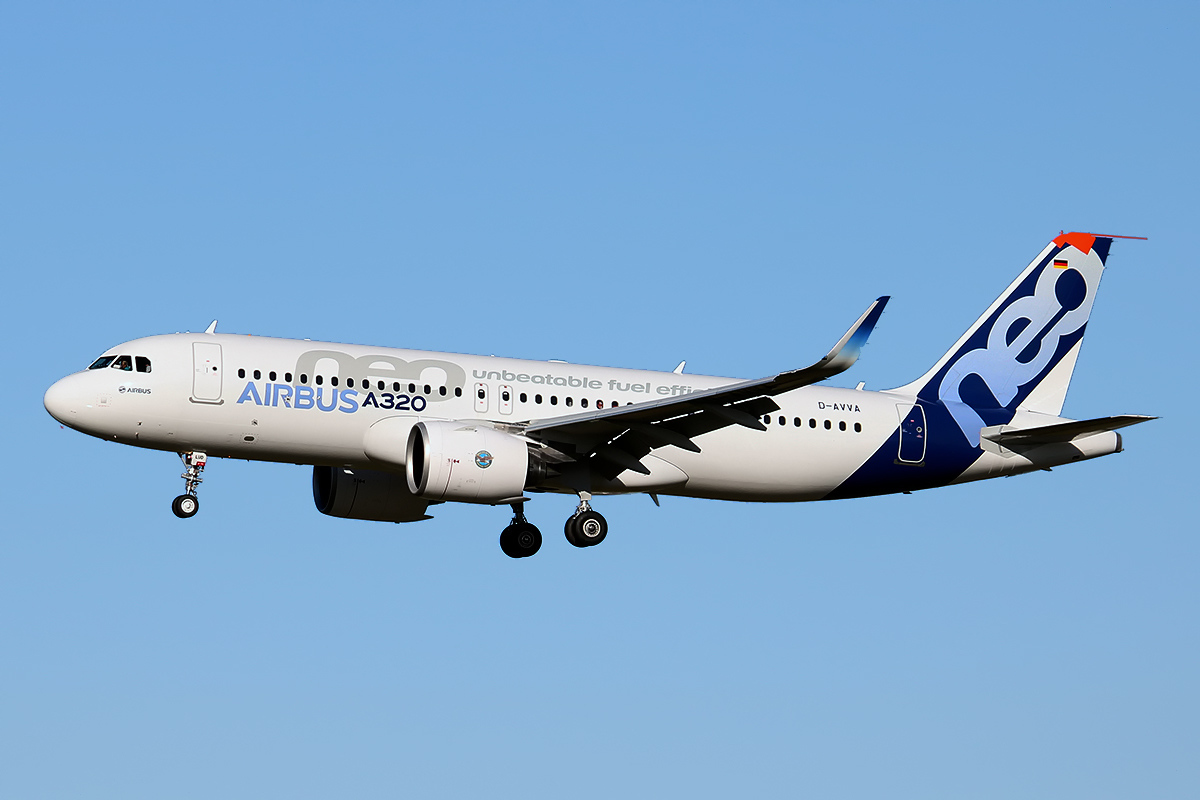
Airbus A320neo

El principal cambio de esta variante es el uso de motores de mayor potencia y más eficientes, que ofrecen frente a las anteriores versiones del A320, un consumo un 15 % menor, un coste operativo un 8 % menor, una reducción del 50 % en emisiones de NOx, y menor impacto acústico, de acuerdo a los datos estimados por Airbus. Los operadores de estas aeronaves tienen la opción de elegir entre la planta motriz CFM International LEAP-1A o la Pratt & Whitney PW1900G. El fuselaje así como las alas, también reciben diversas modificaciones, entre las que se incluye la instalación de unos dispositivos de punta alar, así como diversas mejoras en el interior del fuselaje.
Su primer vuelo tuvo lugar el 25 de septiembre de 2014, introducido por la aerolínea alemana Lufthansa. Este avión fue el más rápido que se haya vendido en la historia, teniendo pedidos de 7.188 modelos a finales de 2019.

## Operadores

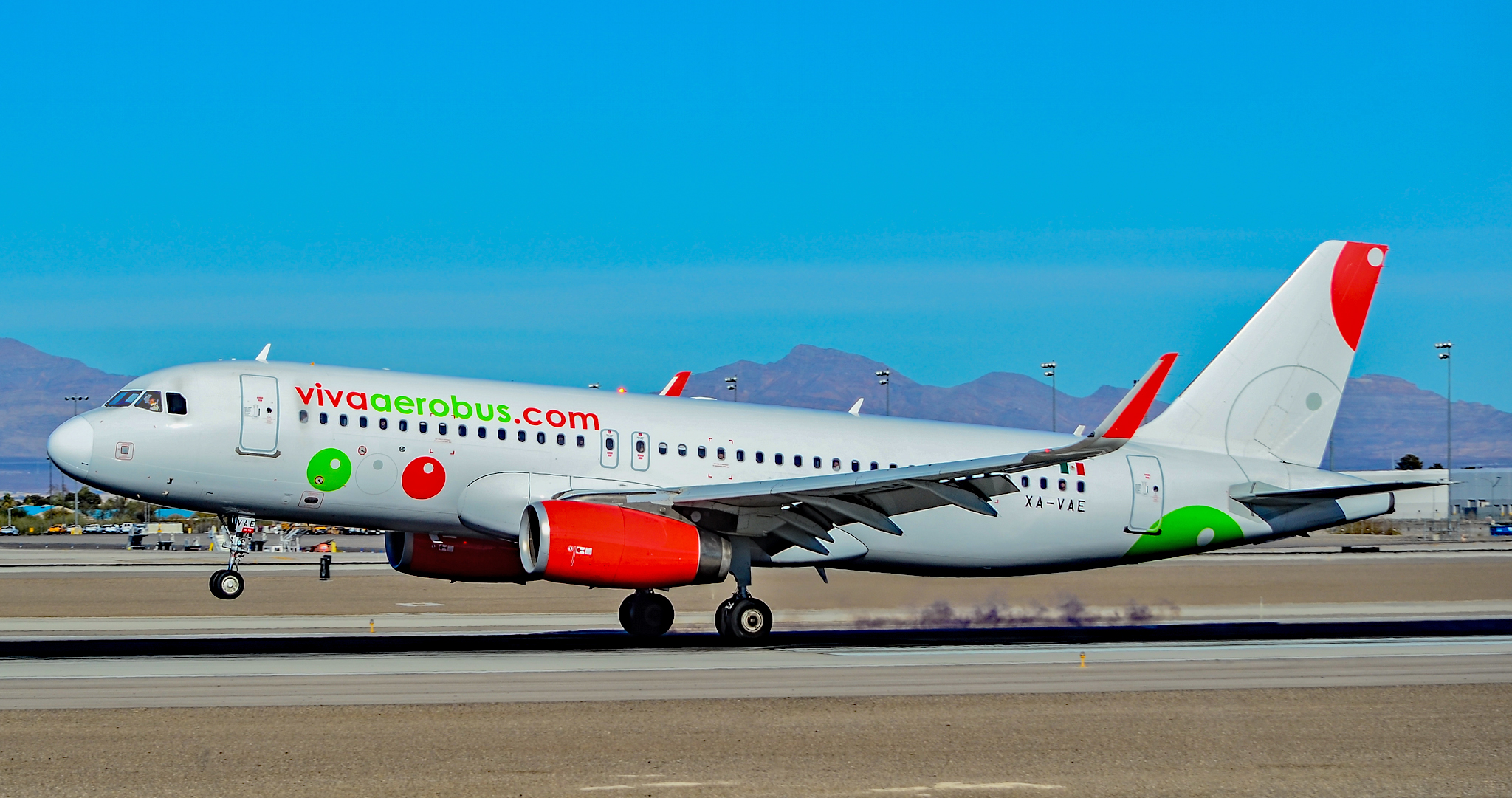
Airbus A320 de Viva (aerolínea).

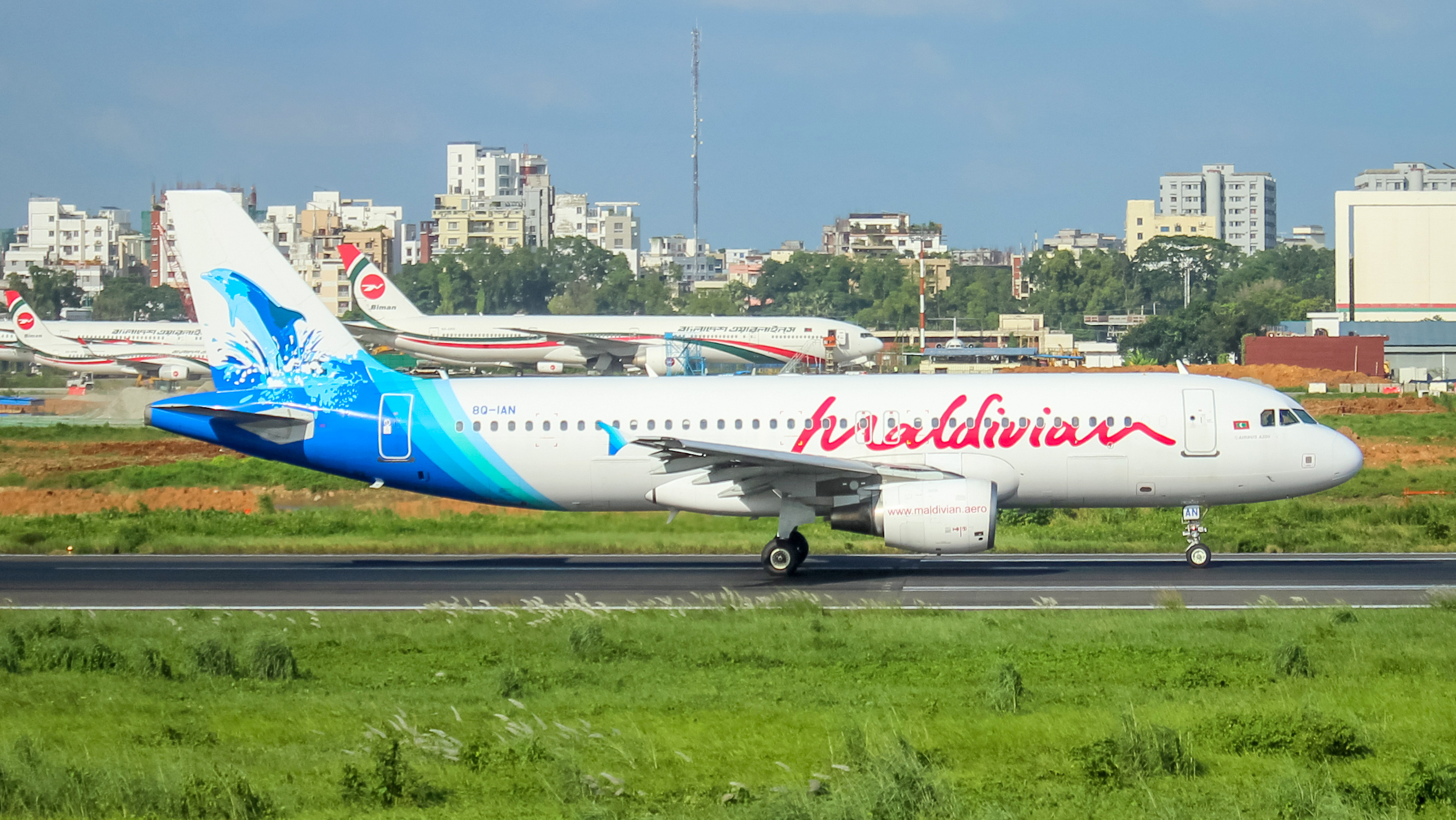
Airbus A320 de Maldivian en el Aeropuerto Internacional de Daca-Hazrat Shahjalal.

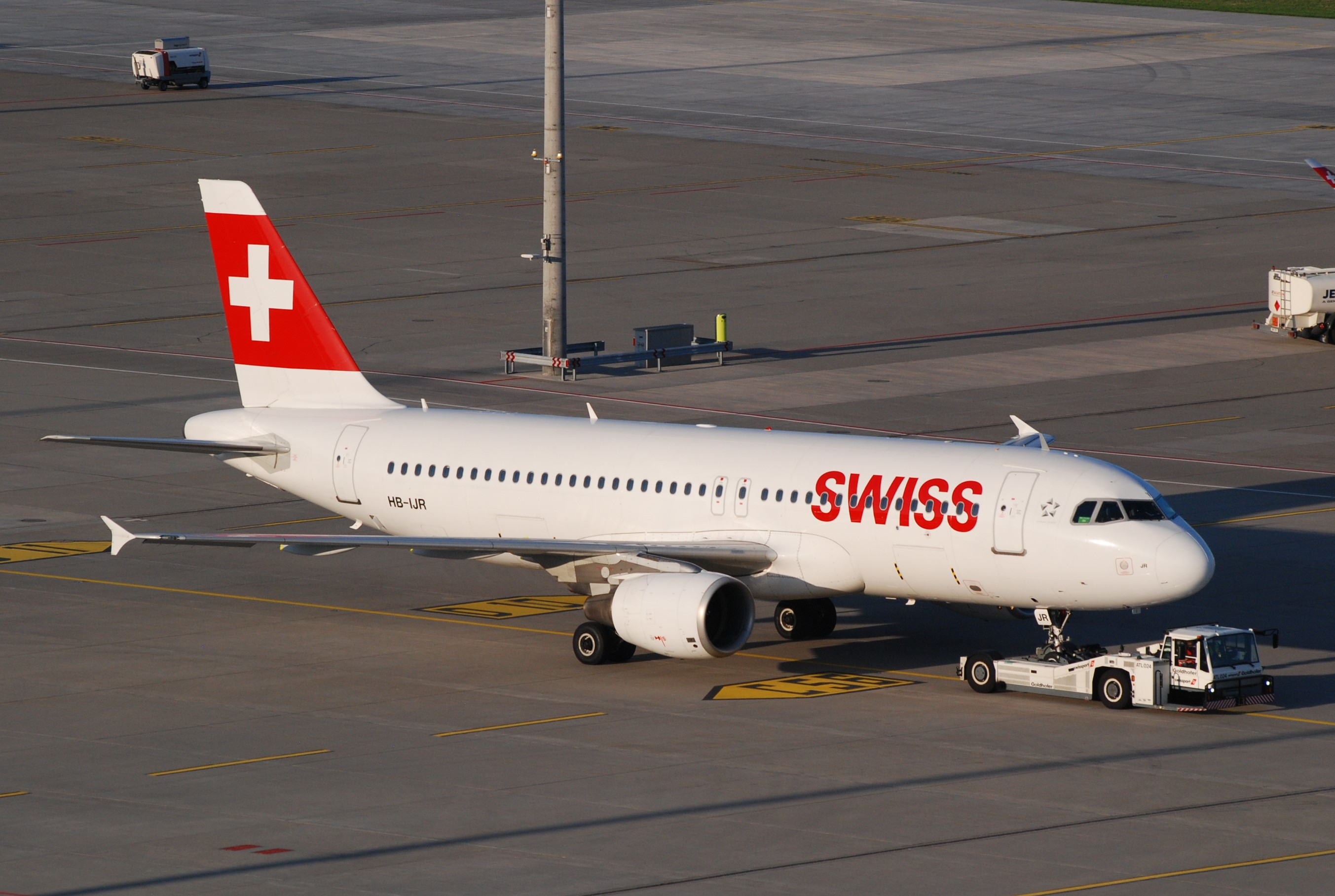
Airbus A320 de
Swiss parqueando en el Aeropuerto Internacional de Zúrich.

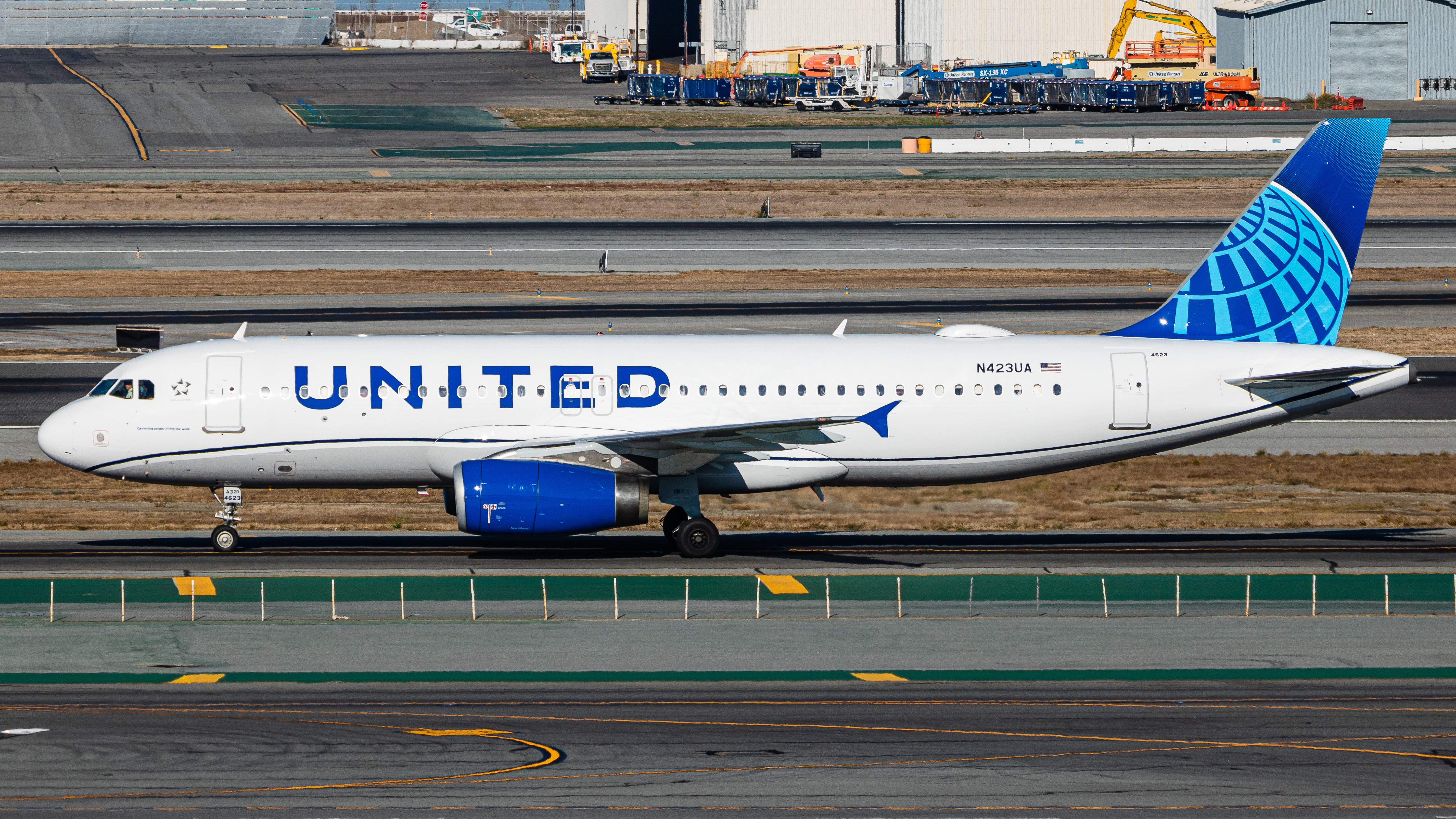
Airbus A320-200 de United Airlines con la nueva librea.

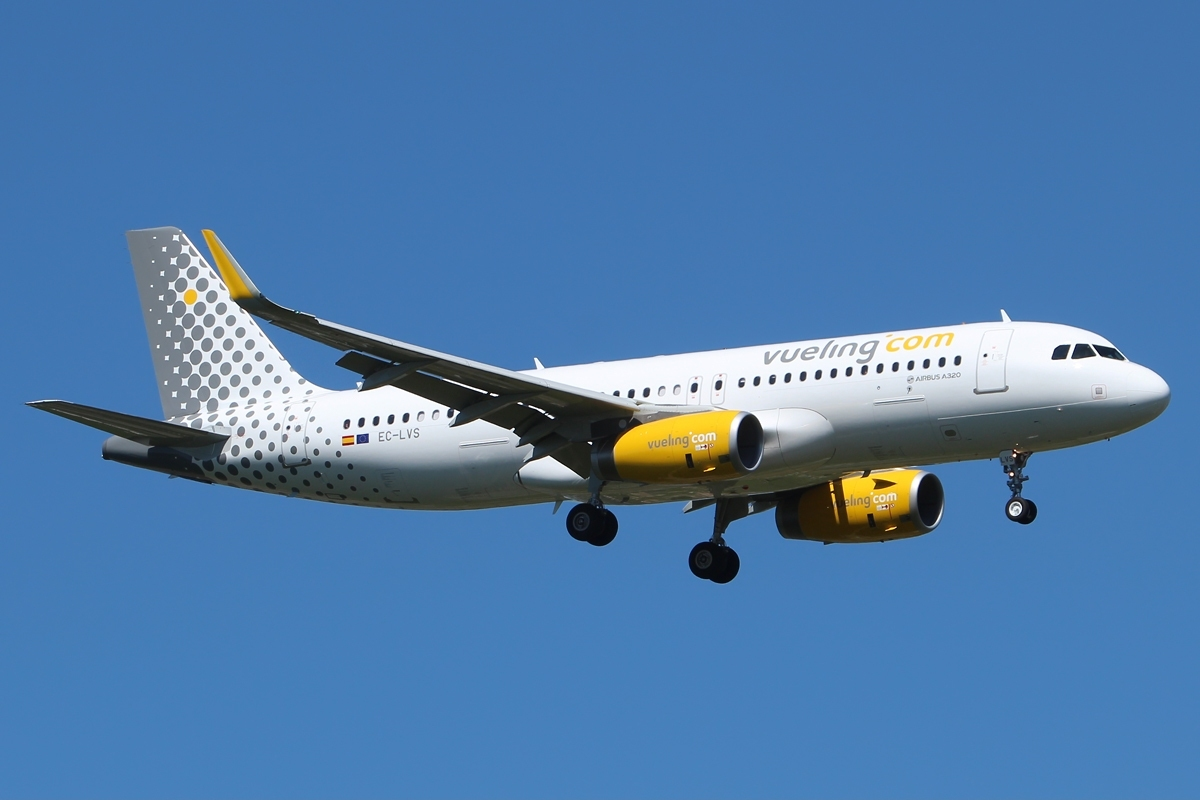
Airbus A320 de Vueling en el Aeropuerto de Luxemburgo Findel.

Operadores principales de aviones Airbus A320 y A320neo en el mundo (excluidos pedidos. >=10 ud).

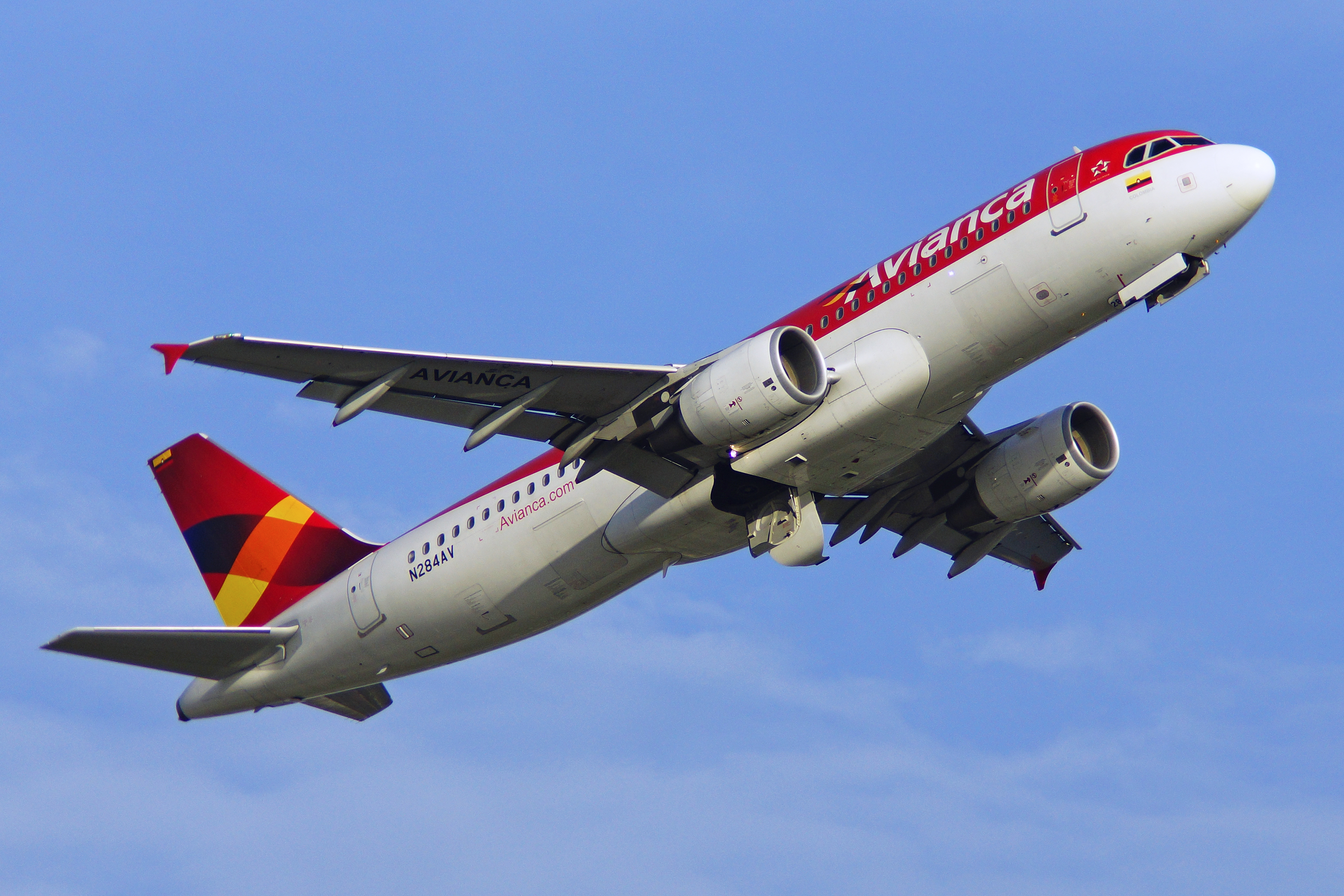
A320 de Avianca.

#### Operadores civiles
- China Eastern Airlines: 260 [16]
- IndiGo Airlines: 169[17]
- China Southern Airlines: 148[18]
- JetBlue Airways: 127[19]
- easyJet: 136[20]
- Spring Airlines: 114[21]
- Spirit Airlines: 108[22]
- Avianca: 101[23]
- Vueling Airlines: 101[24]
- EasyJet Europe: 90[25]
- Air India: 97[26]
- AirAsia: 86[27]
- Allegiant Air: 85[28]
- British Airways: 80[29]
- LATAM Brasil: 81[30]
- Shenzhen Airlines: 76[31]
- United Airlines: 75[32]
- Lufthansa: 74[33]
- Volaris: 72[34]
- Air China: 68[35]
- Loong Air: 61[36]
- Sichuan Airlines: 55[37]
- Aeroflot: 54[38]
- Delta Air Lines: 53[39]
- VivaAeroBus: 53[40]
- Jetstar Airways: 52[41]
- Eurowings: 51[42]
- Super Air Jet: 51[43]
- Thai AirAsia: 51[44]
- LATAM Chile: 49[45]
- American Airlines: 48[46]
- Scandinavian Airlines System: 48[47]
- Juneyao Airlines: 44[48]
- Batik Air: 44[49]
- Aegean Airlines: 43[50]
- Air Arabia: 43[51]
- Avion Express Malta: 39[52]
- Wizz Air: 40[53]
- Saudi Arabian Airlines: 37[54]
- Air France: 36[55]
- Air India Express: 36[56]
- Aer Lingus: 34[57]
- Tianjin Airlines: 35[58]
- Austrian Airlines: 34[59]
- Beijing Capital Airlines: 33[60]
- ITA Airways: 32[61]
- Chengdu Airlines: 31[62]
- EasyJet Switzerland: 31[63]
- Peach Aviation: 31[64]
- Citilink: 30[65]
- Iberia: 29[66]
- Qatar Airways: 29[67]
- TAP Air Portugal: 29[68]
- Lauda Europe: 26[69]
- LATAM Perú: 25[70]
- Indonesia AirAsia: 25[71]
- West Air China: 25[72]
- Volotea: 24[73]
- Ural Airlines: 23[74]
- Air New Zealand: 22[75]
- Condor Flugdienst: 22[76]
- AirAsia India: 21[77]
- Brussels Airlines : 21[78]
- Cebu Pacific Air: 20[79]
- Thai Airways: 20[80]
- Alaska Airlines: 20[81]
- Turkish Airlines: 20[82]
- Scoot: 19[83]
- Jetstar Japan: 19[84]
- Swiss International Air Lines: 18[85]
- VietJet Air: 17[86]
- Thai Smile: 16[87]
- S7 Airlines: 16[88]
- Discover Airlines: 15[89]
- Etihad Airways: 15[90]
- Network Aviation: 15[91]
- Wizz Air Malta: 15[92]
- Edelweiss Air: 14[93]
- Freebird Airlines: 14[94]
- Qingdao Airlines: 14[95]
- Iberia Express: 13[96]
- FlyArystan: 13[97]
- Avion Express: 12[98]
- QantasLink: 13[99]
- Pakistan International Airlines: 13[100]
- Tunisair: 13[101]
- Avion Express: 12[52]
- Eurowings Europe Malta: 12[102]
- Air Canada: 12[103]
- Air Arabia Maroc: 11[104]
- China Express Airlines: 11[105]
- Flyadeal: 11[106]
- Jetstar Asia Airways: 11[107]
- Nouvelair: 11[108]
- SmartLynx Airlines: 11[109]
- StarFlyer: 11[110]
- Uzbekistan Airways: 11[111]
- Viva Air Colombia: 11
- Azerbaijan Airlines: 10[112]
- Chongqing Airlines: 10[113]
- European Air Charter: 10[114]
- Finnair: 10[115]
- Hong Kong Airlines: 10[116]
- Jazeera Airways: 10[117]
- SmartLinx Estonia: 10[118]
- ThaiVietjetAir: 10[119]

## Especificaciones (A320 CEO)
Referencia datos: Airbus Setting Standards.

### Características generales
- Tripulación: 2 pilotos y 4 tripulantes de cabina
- Capacidad: 

  - 1 clase: 164 (configuración típica), 180 (máximo)
  - 2 clases: 150 (configuración típica)
- Carga: 44 m³, 7 contenedores LD3-45W
- Longitud: 37,6 m (123,3 ft)
- Envergadura: 35,8 m (117,5 ft)
- Altura: 11,8 m (38,6 ft)
- Superficie alar: 122,6 m² (1319,7 ft²)
- Peso vacío: 42 600 kg (93 890,4 lb)
- Peso máximo al despegue: 78 000 kg (171 912 lb) (62 500 kg sin combustible).
- Planta motriz: 2× Turbofán Serie IAE V2500 o Serie CFM International CFM56-5.
  - Empuje normal: 111,2 kN (11 340 kgf; 25 000 lbf) de empuje cada uno.
- Anchura de cabina: 3,7 m
- Anchura de fuselaje: 3,95 m
- Ángulo de las alas: 25 grados.
- Capacidad de combustible: 24 210 litros (estándar), 30 190 (máxima).

### Rendimiento
- Velocidad máxima operativa (Vno): 871 km/h (Mach 0,82) a 11 000 m
- Velocidad crucero (Vc): 828 km/h (Mach 0,78) a 11 000 m
- Alcance: 6100 km (3294 nmi; 3790 mi) (a plena carga).
- Radio de acción: km
- Alcance en combate: km
- Techo de vuelo: 12 000 m (39 370 ft)
- Carrera de despegue: 2090 m (a nivel del mar)

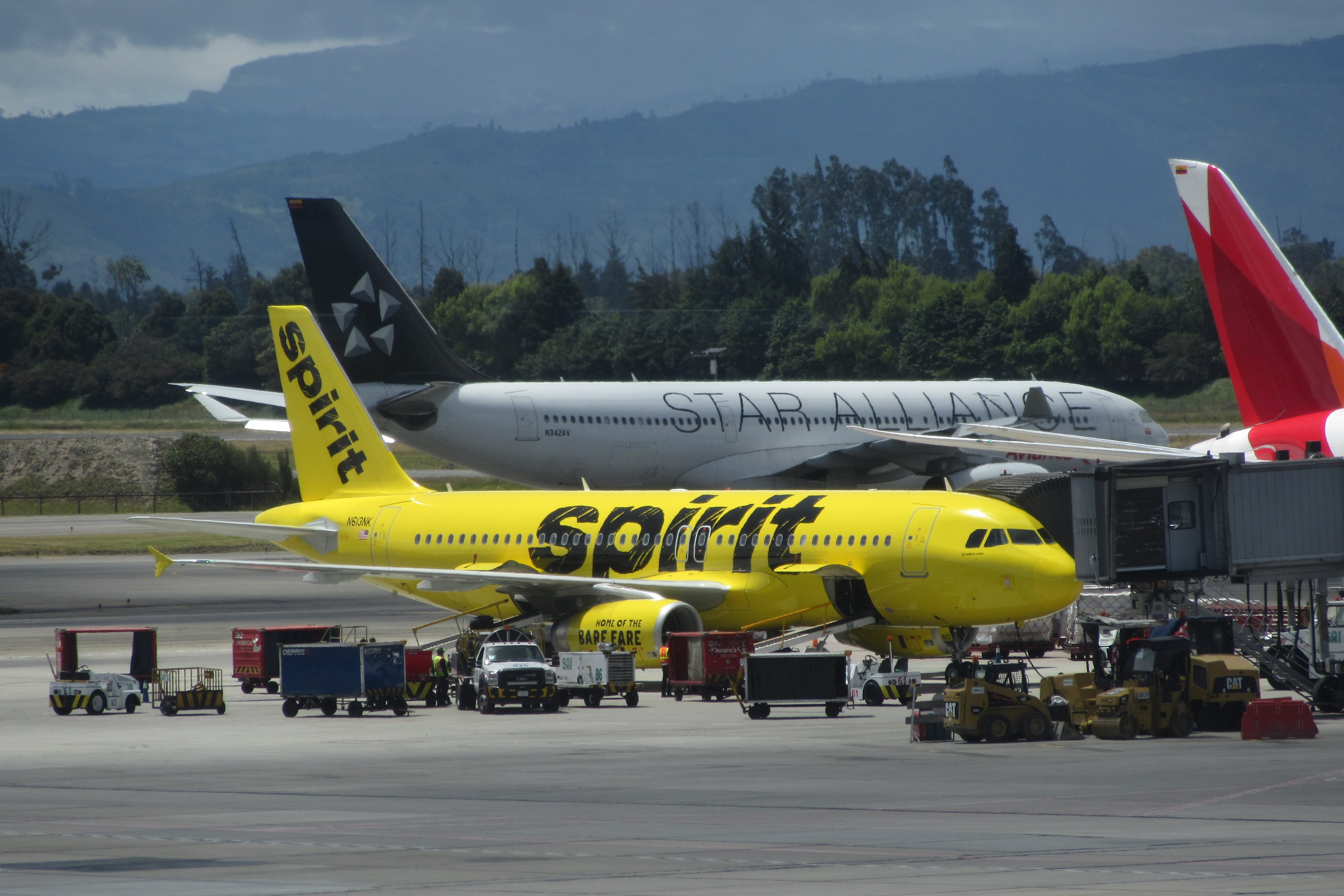
Airbus A320-232 de Spirit Airlines en el Aeropuerto El Dorado de Bogotá.

### Desarrollos relacionados
- Airbus A320 family
- Airbus A318
- Airbus A319
- Airbus A321
- Airbus A320neo
- Airbus A321neo

### Aeronaves similares
- Boeing 737
- Boeing 757–200
- Boeing 717
- Bombardier CSeries - Airbus A220
- COMAC C919
- Dassault Mercure
- Embraer 195
- McDonnell Douglas MD-80
- McDonnell Douglas MD-90
- Irkut MC-21
- Tupolev Tu-204

### Secuencias de designación
- Aviones civiles de Airbus SAS:  A300 · A300-600ST Beluga · A310 · A318 · A319 · A320 · A321 · A330 · A330-700L · A340 · A350 · A380